# Volker Finke
Pour les articles homonymes, voir Finke.
Volker Finke, né le  24 mars 1948 à Nienburg/Weser (Allemagne), est un entraîneur de football allemand.

## Biographie
Après une anonyme carrière de joueur amateur, Volker Finke entame celle d'entraineur dans le modeste club du TSV Stelingen qu'il mène à cinq promotions en onze ans. Il signe alors au TSV Havelse en 1986 et conduit le club jusqu'en deuxième division. Après un an au SC Norderstedt, il s'engage en faveur du SC Fribourg en 1991 et va y rester pendant seize ans. Le club évolue alors en deuxième division depuis 1978. Lors de sa première saison, il mène l'équipe au meilleur classement de son histoire avec une belle troisième place. Il fait encore mieux la saison suivante puisque le club est sacré champion de cette deuxième division et obtient pour la première fois de son histoire une place en Bundesliga.
Pour cette première le maintien est obtenu de justesse en 1993-1994 avec une quinzième place. C'est grâce à une différence de but plus favorable que le FC Nuremberg que le club se maintient cette saison-là. C'est une saison très différente que Volker Finke et ses joueurs livrent en 1994-1995 avec une surprenante troisième place, meilleur classement de l'histoire du club en Bundesliga jusqu'à ce jour. Le SC Fribourg dispute donc brièvement la coupe de l'UEFA en 1995-1996 où il est éliminé au premier tour par le Slavia Prague, futur demi-finaliste de l'épreuve. La suite est moins rose avec une onzième place en championnat en 1995-1996 et une dix-septième place en 1996-1997. Après quatre ans dans l'élite c'est donc un retour en deuxième division pour le club. Les dirigeants maintiennent cependant leur confiance à Finke et le SC Fribourg remonte immédiatement en finissant à la deuxième place en 1997-1998.
Ce second passage du club dans l'élite du football allemand démarre par deux douzième place consécutives en 1998-1999 et 1999-2000. En 2000-2001 Volker Finke mène son club à la sixième place et gagne donc pour la deuxième fois de son histoire une place en coupe d'Europe. Le parcours est un peu long que la première fois avec deux tours passés avant de céder face au Feyenoord Rotterdam. Cette saison 2001-2002 est en plus marqué par une seizième place en championnat et donc une nouvelle relégation du club. Cette fois-ci encore Volker Finke parvient à rebondir en ramenant son club dans l'élite en un an. Le club y remporte là son deuxième titre de champion de deuxième division, dix ans après le premier. Le retour en Bundesliga dure deux ans avec une treizième place en 2003-2004 et une dix-huitième en 2004-2005.
Volker Finke ne parvient pas à faire monter le club une quatrième fois puisqu'il finit à la quatrième place en 2005-2006 et 2006-2007. Il reste ainsi au pieds du podium, et de la montée qui va avec, deux années de suite et finit par donner sa démission en mai 2007. En tout il sera resté seize ans à la tête du SC Fribourg, dix en première division et six en deuxième division. Il aura entrainé des joueurs comme Alain Sutter, Mehdi Ben Slimane, Adel Sellimi, Sebastian Kehl, Zoubeir Beya ou encore Alexander Iashvili.
Un an et demi après son départ de Fribourg Volker Finke reprend du service en décembre 2008 en s'engageant pour deux ans avec les Urawa Red Diamonds. En 2009 pour sa première saison au Japon l'équipe finit à la sixième place. En 2011, il devient le directeur sportif du club allemand du 1.FC Cologne, avant de réaliser un intérim de trois matchs en fin de saison.
Il est nommé sélectionneur du Cameroun le 22 mai 2013. La fédération annonce fin octobre 2015 qu'il ne sera pas conservé.

## Palmarès
- SC Fribourg
  - Champion de deuxième division en 1993 et 2003.
  - Vice-champion de deuxième division en 1998.